# Peter Vielhauer
Peter Vielhauer (* 1. August 1931 in Radebeul; † 11. Oktober 2003) war ein deutscher Mathematiker und Professor für Fernmeldetechnik.
Nach dem Abitur in Radebeul 1950 schloss sich ein Studium der Mathematik an der TH Dresden an, das Vielhauer 1955 mit dem Diplom abschloss. Auf die Tätigkeit als Assistent am Institut für Reine Mathematik im selben Jahr schloss sich ab 1956 die Arbeit als Entwickler von Sendeantennen und Filtern im Funkwerk Köpenick an. 1964 wurde er der Leiter des Mathematischen Büros und 1965 übernahm er dort die Betriebsorganisation und Rechentechnik. Ebenfalls 1965 wurde er an der Fakultät Elektrotechnik der TU Dresden promoviert.
Im Jahr 1966 wurde er dort Dozent für die Theorie der Nachrichtenübertragung auf Leitungen. Auf die dortige Habilitation 1968 erfolgte im selben Jahr die Ernennung zum Professor mit Lehrauftrag. Von 1969 bis 1986 war Vielhauer in Dresden ordentlicher Professor für die Theoretischen Grundlagen der Fernmeldetechnik am Bereich Informationsverarbeitung der TU Dresden, wo er zwischen 1975 und 1980 auch die Direktion der Sektion Informationstechnik innehatte.
Gesundheitlich bedingt musste sich Vielhauer bereits 1986 emeritieren lassen, blieb aber seinem Forschungsgebiet treu und veröffentlichte weiterhin Beiträge, deren Schwerpunkte sich hin zum Einsatz der Computertechnik verlagerten. Vielhauer galt als „engagiert arbeitende[r] Wissenschaftler und außerordentlich befähigte[r] Hochschullehrer.“ Neben seinen zahlreichen eigenen Veröffentlichungen betreute er etwa 30 Promotions- und Habilitationsarbeiten.

## Schriften
- Peter Vielhauer, Werner Wolf, Ernst Maruhn: Mathematische und elektrotechnische Grundlagen. Verlag Technik, Berlin 1963.
- Untersuchung des dynamischen Verhaltens von elektromagnetisch gekoppelten Leitungen mit Hilfe der Mikusinskischen Operatorenrechnung. Hochschulschrift Dresden, T. U., F. f. Elektrotechnik, Diss. v. 30. April 1965 (Nicht f. d. Aust.).
- Die elektrische Übertragung auf Leitungen. Hochschulschrift Dresden, T. U., F. f. Elektrotechnik, Hab.Schr. v. 22. Juli 1968 (Nicht f. d. Aust.).
- Theorie der Übertragung auf elektrischen Leitungen. 1. Auflage, Verlag Technik, Berlin 1970.
- Passive lineare Netzwerke: Mikusinski-Operatoren, Leitungstheorie, Vieltortheorie, Netzwerksynthese. Verlag Technik, Berlin 1974.
- Passive lineare Netzwerke: Mikusinski-Operatoren, Leitungstheorie, Vieltortheorie, Netzwerksynthese. Hüthig, Heidelberg 1974, ISBN 978-3778503324.
- Lineare Netzwerke: Operatorenrechnung, Leitungstheorie, n-Tor-Theorie, Netzwerksynthese. 1. Auflage, Verlag Technik, Berlin 1982.